# Alessandro Mazzoni (ingegnere)
Alessandro Mazzoni (Firenze, 23 agosto 1931 – Firenze, 2 febbraio 2016) è stato un ingegnere aeronautico italiano, direttore tecnico dell'azienda aeronautica Industrie Aeronautiche e Meccaniche Rinaldo Piaggio dal 1974 al 1990 e diede un importante contributo allo sviluppo dei Piaggio P.166, Piaggio-Douglas PD-808 e P180 Avanti.

## Biografia
Alessandro Mazzoni, conosciuto anche come Sandro e Alex, nasce a Firenze il 23 agosto 1931, e cresce con la famiglia in un'abitazione situata nei pressi dell'aeroporto di Firenze-Peretola, aspetto che influisce nella sua passione per l'aviazione e che lo spinge a frequentare, affiancando l'impegno scolastico, i corsi di aeromodellismo presso la locale sede della Reale Unione Nazionale Aeronautica (RUNA) durante l'adolescenza. Al termine della seconda guerra mondiale, con la soppressione delle sedi RUNA, continua, durante il liceo, a coltivare la passione iscrivendosi al Gruppo Aeromodellisti Fiorentini che ha sede presso il locale Aero Club d'Italia all'interno delle strutture dell'aeroporto.
Prosegue gli studi iscrivendosi all'università di Firenze, conseguendo la laurea in matematica, per poi trasferirsi a Milano per frequentare il corso di specializzazione in ingegneria aeronautica presso il Politecnico di Milano.
Nel 1957 viene assunto dalla Piaggio, dove entra a far parte dell'ufficio tecnico diretto dagli ingegneri Giovanni Casiraghi e Alberto Faraboschi e dove gli viene affidato, su loro supervisione, lo sviluppo della versione C del Piaggio P.166 e dei suoi successivi sviluppi equipaggiati con motori turboelica, i P.166-DL.3 originariamente indicati come P.168.
Nei primi anni sessanta è incaricato di sovrintendere al processo di trasferimento e di avvio alla produzione di un modello progettato dallo statunitense Edward H. Heinemann per la Douglas Aircraft Company, il D-808. La Douglas non avendo esperienza nel settore degli aerei executive, avviò con la Piaggio una collaborazione per lo sviluppo del modello, inizialmente proposto per il mercato civile e militare statunitense, ma come conseguenza dell'istituzione della McDonnell Douglas, nata nel 1967 dalla fusione della Douglas con la McDonnell Aircraft Corporation, il progetto venne ceduto alla Piaggio che, assicuratasi un contratto di fornitura con l'Aeronautica Militare, lo sviluppò per il mercato italiano. Al 2018 il PD-808 rimane l'unico modello di aereo civile sviluppato in Italia ad aver ottenuto il certificato di tipo applicabile agli aerei di linea da parte della Federal Aviation Administration (FAA), l'agenzia del Dipartimento dei trasporti statunitense incaricata di regolare e sovrintendere a ogni aspetto riguardante l'aviazione civile.
Grazie al successo del PD-808 Mazzoni, nel 1966 emigra insieme alla famiglia negli Stati Uniti su invito della Piper Aircraft per collaborare al proprio settore di ricerca e sviluppo nella progettazione di alcuni modelli tra i quali il commuter 16/18 posti Piper PA-35 Pocono, poi non avviato alla produzione, e, in maniera più determinante, nel Piper PA-34 Seneca destinato al mercato dell'aviazione generale.
Nel frattempo Mazzoni fornisce consulenze tecniche per la progettazione di parti di aeromobili; suo è ad esempio il disegno del tronco centrale dell'ala dell'Aeritalia G.222 progettato da Giuseppe Gabrielli nella seconda parte degli anni sessanta.
Nel 1974 rientra in Piaggio, assumendo lui stesso la direzione tecnica della Piaggio dopo aver affiancato Faraboschi fino alla pensione, dove avvia lo sviluppo di un modello dotato di tre superfici portanti, del quale detiene un brevetto internazionale dal 1988, che darà origine al Piaggio P180 Avanti, portato in volo per la prima volta il 26 settembre 1986, del quale segue tutte le fasi di progettazione fino alla certificazione di tipo.
Alla fine del 1990 lascia definitivamente la Piaggio ma non interrompe la sua attività in campo aeronautico e aerospaziale. Fonda la Etruria Technology, con sede a Lucca, azienda che oltre all'assemblaggio di parti di velivoli conto terzi ha un ufficio tecnico impegnato nella progettazione di componenti per il mercato aerospaziale. Molto interessanti sono le richieste di consulenza ricevute dall’ingegnere Chiti della Ferrari Corse per uno studio sull’elasticità delle strutture dei modelli Formula 1 1993-1994 e dalla società russa Molniya di Mosca, relativa alla certificazione, nel mondo occidentale, di una famiglia di velivoli civili con configurazione a tre superfici portanti, il primo dei quali sta già volando. Inoltre è promotore della realizzazione di un centro studi a Garlenda dove collabora alla progettazione dell'Etruria E200 Vagabond, un velivolo da turismo che abbina all'impostazione con gruppo motoelica in configurazione spingente la soluzione a tre superfici portanti studiata per il P180 Avanti e dell’Etruria Serena, un modello di UAV (Unmanned Aero Vehicle) ante litteram.
L'ingegnere Mazzoni è stato membro dal 1980 dell'American Institute of Aeronautics and Astronautics (AIAA), dal 1967 membro del Rotary International, dal quale è stato nominato Paul Harris Fellow nel 1993.

## Biblioteca personale
Nel 2018 la famiglia di Alessandro Mazzoni dona alla Biblioteca di Scienze Tecnologiche dell'Università di Firenze, sede di Ingegneria, circa 100 volumi appartenuti all'ingegnere. Si tratta di libri usati per la formazione universitaria, libri sull'aviazione europea e americana e una guida per richiedenti la cittadinanza statunitense, risalente al periodo in cui la famiglia a metà anni '60 emigrò in America. Il fondo contiene anche due libri in ebraico moderno; il figlio di Mazzoni, in occasione della donazione, ha spiegato che il padre si era recato in Israele con una delegazione di Piaggio Aeronautica per presentare all’esercito israeliano il PD-808, aereo già in dotazione all’Aeronautica Militare italiana. Per una coincidenza temporale la visita si tenne a ridosso della guerra dei sei giorni, gli italiani furono ricevuti dal Generale Moshe Dayan che regalò loro alcuni reperti di guerra, come eliche e altre parti di velivoli abbattuti proprio durante la guerra oltre, probabilmente, a questi libri.